# Corydoras micracanthus
Corydoras micracanthus és una espècie de peix de la família dels cal·líctids i de l'ordre dels siluriformes.

## Morfologia
Els mascles poden assolir els 4 cm de longitud total.

## Distribució geogràfica
Es troba als afluents occidentals del riu Paranà a la Província de Salta (Argentina).